# دیوید لوورینگ
دیوید لوورینگ (به انگلیسی: David Lovering) موسیقی‌دان و تردست اهل ایالات متحده امریکا.او بیشتر به عنوان نوازنده درامز در گروه آلترنیتیو راک پیکسیز شناخته می‌شود که در سال ۱۹۸۶ وارد این گروه شد. پس از اینکه این گروه در سال ۱۹۹۳ برای مدتی حدود ده سال منحل شد، لوورینگ به عنوان نوازنده درامز با تعدادی گروه دیگر از جمله د مارتینیز، کرکر، نیتزر اب و تانیا دانلی همکاری خود را ادامه داد. او همچنین تحت نام The Scientific Phenomenalist به پیشه تردستی می‌پردازد و بر روی صحنه به اجرای کارهای مبتنی بر فیزیک و علم می‌پردازد. پس از اینکه گروه پیکسیز در سال ۲۰۰۴ مجدداً تشکیل شد، لوورینگ همکاری خود با گروه را از سر گرفت. او خود را متاثر از گروه‌های زیادی از جمله Rush و Steely Dan می‌داند.